# Jonathan Goldberger

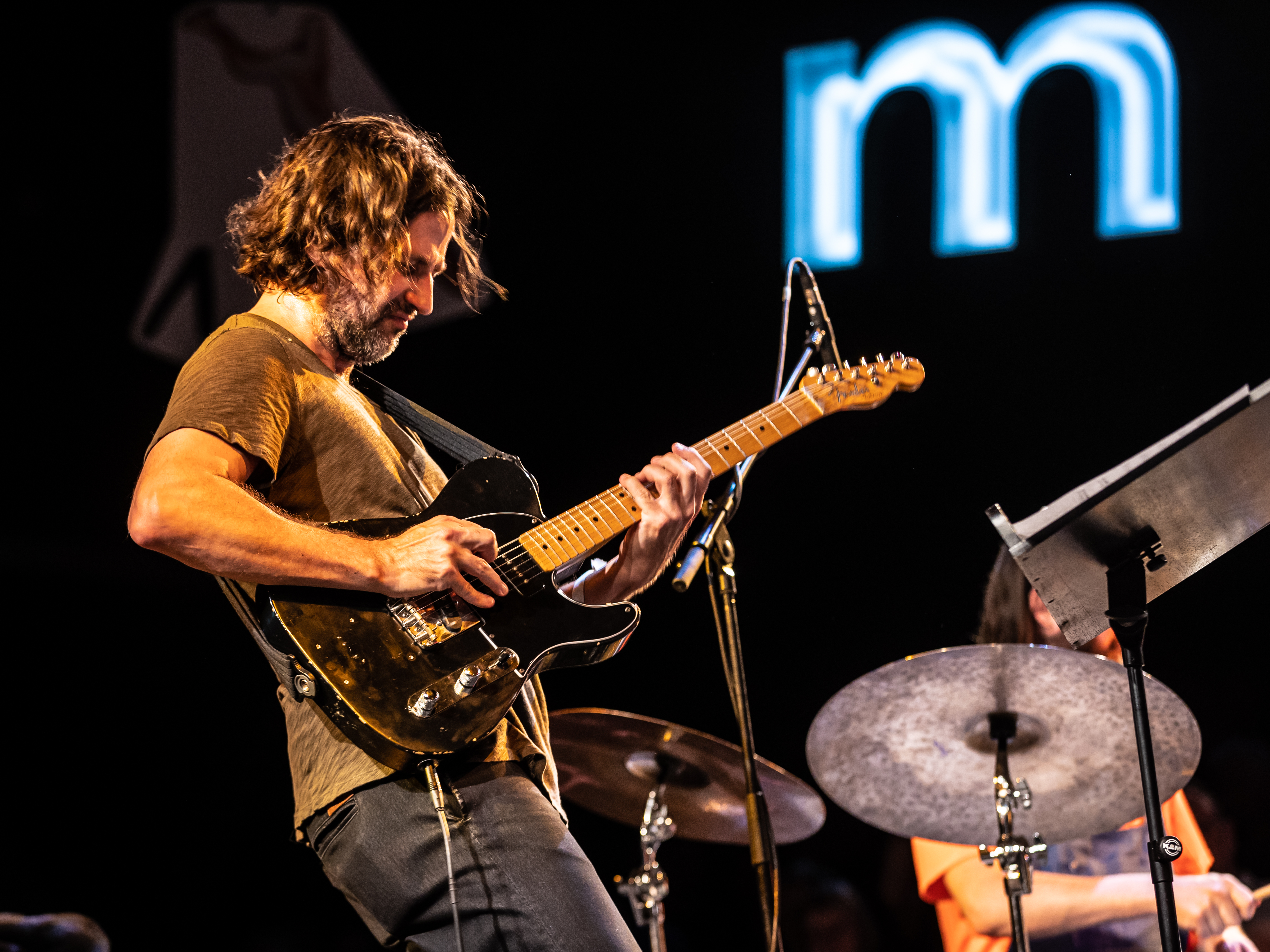
Jonathan Goldberger beim Moers Festival 2022

Jonathan Goldberger (* 27. Mai 1976) ist ein US-amerikanischer Jazzgitarrist und Filmkomponist.
Goldberger wuchs  in den Everglades in Florida auf. Er studierte bei Art Lande und tourte mit Fat Mama, bevor er 2001 nach Brooklyn zog. Dort arbeitete er in den folgenden Jahren u. a. mit Musikern wie Harris Eisenstadt, Ron Miles, Briggan Krauss, Ted Poor, Jacob Garchik, Josh Roseman, Jeff Davis, Jim Black, Sarah Manning und Brian Drye; außerdem schrieb er Filmmusiken u. a. für The Eulipion Chronicles (2003) und Fossil (2004, Regie Neal Nellans).  Unter eigenen Namen legte er die Alben The Hawk Is Dying (Music from the Motion Picture) und Surface to Air (mit Rohin Khemani, Jonti Siman) vor.

## Diskographische Hinweise
- Jonathan Goldberger, Mat Maneri,  Simon Jermyn, Gerald Cleaver: Live at Scholes (Out of Our Heads, 2021)